# Brigham Young
Brigham Young (født 1. juni 1801, død 29. august 1877) var den anden profet af Jesu Kristi Kirke af Sidste Dages Hellige (se også Mormon). Går under betegnelsen "Den Amerikanske Moses" på grund af sin rolle i koloniseringen af det, der blev til staten Utah.
Grundlagde Salt Lake City og utallige andre byer i Utah og flere andre af de vestlige amerikanske stater.
Han ses som en af de mest kontroversielle af alle mormonkirkens profeter, og mange af hans profetier anerkendes ikke længere af Mormonkirken.

## Adam Gud-teorien
Brigham Young var overbevist om, at Adam var den selv samme som Gud. Efter Youngs død blev læren fjernet fra Mormonkirkens officielle lære, men den anerkendes stadig af den fundamentalistiske mormonkirke.

## Blodforsoning
Nok den mest skræmmende lære fra Brigham Young, var læren om blodforsoning, som gik ud på, at Jesus ikke havde sonet for alle synder, og at man for nogle synder blev nødt til at ofre sit eget liv for at opnå frelse. Et andet aspekt af læren gik ud på, at andre af kærlighed til deres medmennesker var i deres fulde ret til at skære halsen over på andre, som havde begået seksuelle synder og frafald fra mormontroen. Denne lære praktiseres ikke længere af Mormonkirken, men stadig af den fundamentalistiske mormonkirke; dog yderst sjældent. Mormonkirkens profet Bruce R. McConkie benægtede, at blodforsoning nogensinde havde eksisteret, men mente, at det passede, at Jesus ikke havde sonet alle synder, og at det derfor kunne blive nødvendigt at ofre sit eget liv.

## Sorte som andenrangsmennesker
Brigham Young mente, at sorte er direkte efterkommere af Kain, og at deres hudfarve og flade næse er det kainsmærke, som Gud satte fordi Kain dræbte sin bror Abel. Det er officiel lære i Mormonkirken. Brigham Young profeterede også, at der skulle være dødsstraf for hvide, hvis de fik børn med sorte, der er dog ikke nogen kilder som bekræfter at denne straf nogensinde er blevet eksekveret. Mormonkirken mener ikke længere, at der skal være dødsstraf, men den anbefaler fortsat at gifte sig med en med samme hudfarve. Brigham Young profeterede ligeledes, at sorte i forudtilværelsen (en tilstand som mormonerne mener alle har været i, før de blev født) havde kæmpet på Satans side og derfor repræsenterede Satan på jorden. 

## Mennesker på månen og solen
Joseph Smith  profeterede, at der fandtes mennesker på månen. Det bekræftede Brigham Young og tilføjede, at der også fandtes mennesker på solen. Der er stadig mormoner, som tror på disse påstande.